# Bibliothèque de l'université de Varsovie
Pour les articles homonymes, voir BUW.

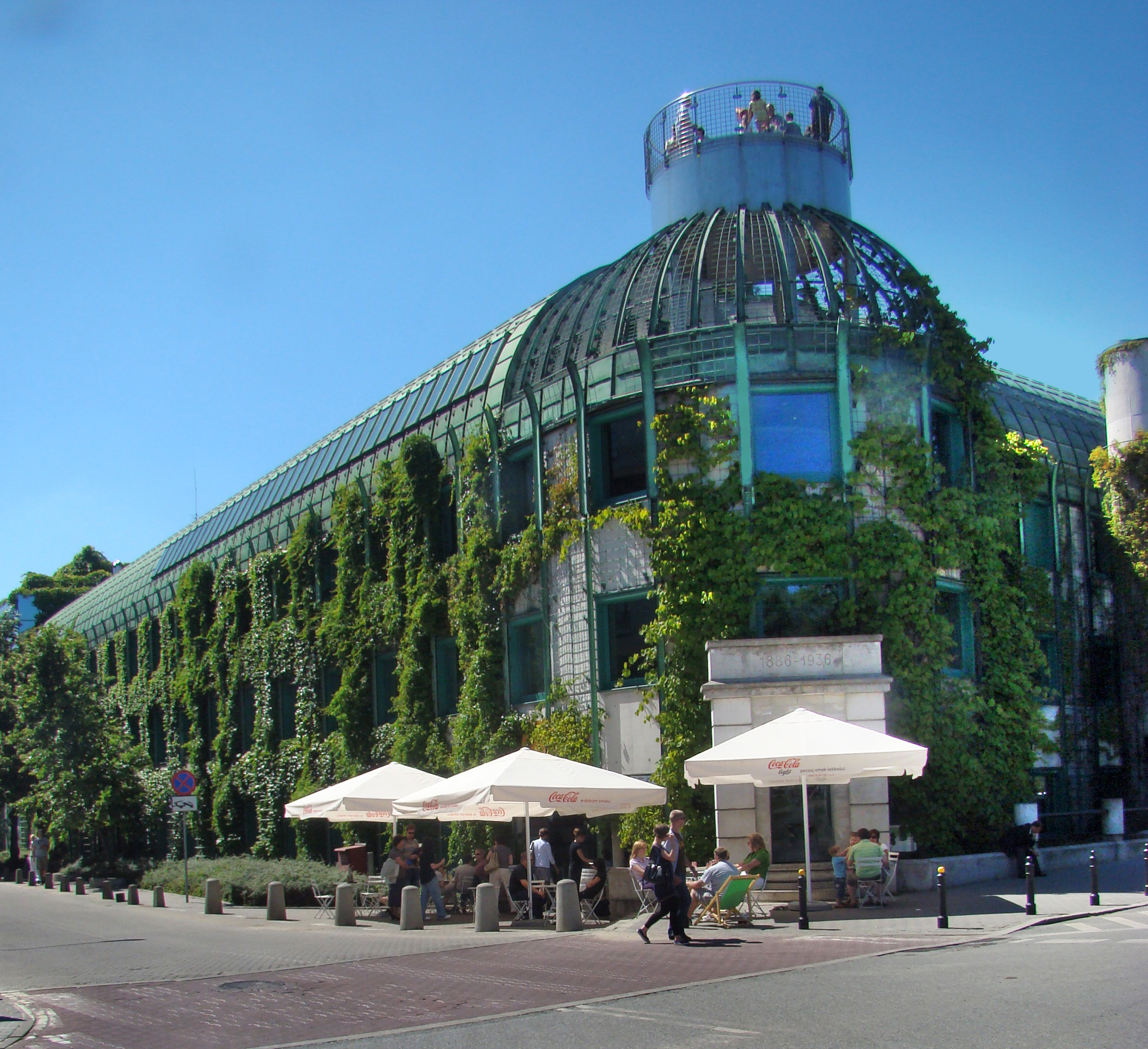
Façade de la bibliothèque de l'université de Varsovie.

La bibliothèque de l'université de Varsovie (en polonais : Biblioteka Uniwersytecka w Warszawie, BUW) est la bibliothèque de l'université de Varsovie, fondée en 1816. Il s'agit d'une bibliothèque de recherche. Au sein de l’université, elle occupe plus spécifiquement la fonction de bibliothèque centrale spécialisée en sciences humaines et sociales.

## Historique
La bibliothèque de l’université de Varsovie ouvre ses portes en 1816 avec l’acquisition des collections royales. Elle est alors située au palais de Kazimierz. Bien qu’elle fût alors affiliée à l’université royale de Varsovie, elle devient une bibliothèque publique indépendante en 1818.
Plutôt qu’une croissance continuelle, la bibliothèque de Varsovie subit des périodes de croissance et de déclins successives. En 1831, après l’échec de l’insurrection de Novembre, la Bibliothèque ferme ses portes et une partie des collections est transportée à Saint-Pétersbourg. Elle rouvre en 1862 en même temps que l’université de Varsovie, alors l’École principale (en polonais : Szkoły Głównej), sous le nom de Bibliothèque principale (en polonais : Biblioteki Głównej). C’est en 1871 qu’elle redevient affiliée à l’université.
En 1894, les collections ont été déplacées au centre du campus de l’université de Varsovie, dans un bâtiment conçu par Antoni Jabłoński-Jasieńczyk et Stefan Szyller.
À la suite de la bataille de Varsovie en 1915 contre l’Empire allemand, l’Empire russe quitte la Pologne. Ils prennent avec eux les documents les plus précieux des collections de la bibliothèque de l’université de Varsovie. Plusieurs de ces documents ont vraisemblablement été détruits sans les méthodes de conservation ni le financement appropriés. En date du 7 août 1915, la bibliothèque de l'université de Varsovie réouvre et retrouve une administration polonaise. Pendant la Seconde Guerre mondiale, la Bibliothèque de Varsovie subit d’importantes pertes de documents. Dès janvier 1945, des travaux sont mis en place pour récupérer les collections et organiser la bibliothèque.
Les autorités communistes de la République populaire de Pologne considèrent l’université de Varsovie comme un vivier intellectuel d’opposants politiques. Ce faisant, elles privent entre autres l’infrastructure de la bibliothèque de soutien financier jusqu’à la victoire de Solidarność en 1990, et ce malgré le décret sur les bibliothèques et la protection des collections du 17 avril 1946. Ce décret accorde à toutes les bibliothèques (publiques et privées, scolaires et de recherche) ainsi qu’à leurs collections le statut de bien culturel destiné au service de l’intérêt général sous l’autorité de l’État. Ce décret est le début d’une période de construction d’un réseau national de bibliothèques qui s’appuie entre autres sur la réorganisation des bibliothèques de recherche.
En septembre 1989, à la veille de la chute du mur de Berlin, des manifestions ont lieu, menées par des étudiants et des employés de l’université de Varsovie, pour demander la construction d’un nouvel édifice. En effet, le bâtiment présente des enjeux d’espace, menaçant la pérennité et l’accès aux collections. En 1990, le gouvernement du premier ministre Tadeusz Mazowiecki souhaite déménager la bibliothèque dans l’ancien siège social du Comité central du Parti Ouvrier Unifié de Pologne (en polonais : Komitet Centralny Polskiej Zjednoczonej Partii Robotniczej, KC PZPR). Étant donné que le poids des collections ne peut pas être supporté par le bâtiment, il est plutôt loué à la Bourse de Varsovie. Les profits de cette location servent ensuite à la construction du nouveau bâtiment.

### Nouvelle infrastructure de la bibliothèque (1999 à aujourd’hui)
En 1993, un concours d’architecture est mis en place pour le nouveau bâtiment de la bibliothèque. Les architectes Marek Budzyński et Zbigniew Badowski obtiennent le premier prix pour leur design postmoderne. L’architecture est basée sur l’idée de bibliothèque ouverte. La nouvelle bibliothèque offre désormais des espaces fonctionnels et modulables. Cette infrastructure délaisse le modèle du magasin, où l’accès aux ressources est permis par le seul aval d’un·e bibliothécaire et d’une consultation en salle de lecture (closed stacks), pour offrir des ressources accessibles à la consultation pour tous (open stacks). Ainsi, des salles de lecture, des catalogues, des salles silencieuses, des salles de projet et des ressources multimédias ont été mises sur pied en accès libre. La nouvelle bibliothèque ouvre ses portes le 15 décembre 1999 à l’adresse qu’on lui connait aujourd’hui dans le quartier Powiśle.
La nouvelle bibliothèque constitue une tentative d’instaurer une nouvelle identité architecturale typiquement polonaise, mais qui demeure à ce jour un cas relativement isolé, quoiqu’exemplaire en matière d’innovation en Europe centrale. Le design de parcours et de services de la BUW crée un effet de continuité plutôt que de renforcer d’habituelles dichotomies : nature et culture, public et réservé, travail et loisir.
On peut voir sur la façade de la rue Dobra huit panneaux de cuivre de sept par quatre mètres représentant des livres ouverts.
Devant l’entrée principale, on peut aussi voir une partie des étagères de la bibliothèque du bâtiment antérieur, situé au centre du campus, peintes en rose. Il s’agit de la seule structure d’étagères de bibliothèque en grille du XIXe siècle qu’on retrouve encore en Pologne, ce qui en fait le symbole du lien entre le passé et le présent.
Le nouveau bâtiment de la bibliothèque se démarque par son jardin situé sur le toit inauguré en 2002. Il s’agit d’un des plus grands jardins sur toit d’Europe. Il est séparé en deux sections : la partie supérieure (2000 m2) et la partie inférieure (15 000 m2). La partie supérieure offre une vue sur la Vistule et sur la ville et est séparée en quatre sections :
- Au Nord, le jardin d’Or (en polonais : ogród złoty)
- À l’Est, le jardin d’Argent (en polonais : ogród srebrny)
- Au Sud, le jardin du Carmin (en polonais : ogród karminowy)
- À l’Ouest, le jardin Vert (en polonais : ogród zielony)

Le nom de chacune de ces quatre sections correspond à la couleur des plantes qui s’y trouvent.
Le jardin de la bibliothèque de l’université de Varsovie est ouvert à tous et toutes.
La partie inférieure du jardin est ouverte à l’année, alors que la partie supérieure est fermée du 1er novembre au 31 mars.

## Services
L’ouverture en 1999 du nouvel édifice de la bibliothèque marque un changement dans l’approche bibliothéconomique et dans le design de services de BUW. En effet, ce nouvel édifice se démarque par rapport à l’ancien immeuble de la bibliothèque et à ce qui se conçoit en matière de bibliothèque de recherche en Europe centrale, où les régimes communistes ont compromis pendant des décennies l’accès à la modernité architecturale et technologique.

### Collections
Dans l'état actuel la bibliothèque possède 3 393 209 ouvrages (au 31 décembre 2019), dont:
- livres – 2 200 073 vol.
- magazines – 782 064 vol.
- ouvrages spéciaux – 407 511 vol.

En 2019, le nombre des usagers a atteint 112,826.
La bibliothèque reçoit le dépôt légal des publications.

### NUKAT
La bibliothèque de l’université de Varsovie est pionnière en bibliothéconomie polonaise, notamment en ce qui a trait à l’automation des descriptions bibliographiques et du catalogage local et collectif en Europe centrale. En 1992, elle est l’une des quatre premières bibliothèques universitaires à implémenter le premier système de gestion intégré en bibliothèque (SIGB) du pays, le système américain VTLS. Cette implémentation mène ensuite au développement de systèmes polonais, dont la conception en 2002 du catalogue central NUKAT, administré par la bibliothèque de l’université de Varsovie. NUKAT est un catalogue central permettant l’accès via une même interface aux documents consignés et produits par la recherche polonaise. À sa création, NUKAT regroupe 27 universités ; en 2012, 89. En date d’aujourd’hui, NUKAT permet l’accès simplifié et le partage des dossiers d’autorité et des documents de recherche de 177 bibliothèques de recherche.

### CRISPA
CRISPA est une bibliothèque numérique développée par l’équipe de la bibliothèque de l’université de Varsovie. Elle organise et facilite principalement l’accès à des documents du domaine public. L’objectif principal du développement de cette bibliothèque numérique est de favoriser et de stimuler les usages des documents du domaine public.